# Baarah
Baarah (Dhivehi: ބާރަށް) is een van de bewoonde eilanden van het Haa Alif-atol behorende tot de Maldiven.

## Demografie
Baarah telt (stand 31-03-2007) 858 vrouwen en 845 mannen.